# Victor De Buck
Pour les articles homonymes, voir Buck.
Victor De Buck, né le 24 avril 1817 à Audenarde (Belgique) et mort le 23 mai 1876 à Bruxelles, est un prêtre jésuite belge et bollandiste. Il relança le travail des Bollandistes après la restauration de la Compagnie de Jésus en 1814. Érudit et catholique libéral, il a également contribué aux premiers balbutiements de l'œcuménisme catholique.  

## Biographie

### Formation
Né le 24 avril 1817 dans une famille bien connue d’Audenarde (Belgique), Victor De Buck fait ses études primaires et secondaires à Soignies, au petit séminaire de Roulers, puis au collège jésuite d’Alost, ouvert en 1831. Il y révèle des dons intellectuels évidents particulièrement dans le domaine des langues. Il maitrise l’usage du flamand comme du français et du latin avant d’entrer dans la Compagnie de Jésus. 

### Bollandiste
Le 11 octobre 1835, il commence son noviciat à Nivelles. Sa formation religieuse se poursuit par des études de philosophie à Namur (septembre 1838). Bien qu’encore étudiant il collabore à l’œuvre des Bollandistes qui venait de redémarrer. De Buck écrit déjà 16 articles (non signés) pour le 6e volume du ‘mois d’Octobre’ des Acta Sanctorum. Durant ses études de théologie à Louvain (1845-1849) il compose avec Antonius Tinnebroek (1816-1855), un traité canonique en défense des droits, exemptions et franchises du clergé régulier, un sujet dont il s’occupera à nouveau plus tard – à la demande du Supérieur général des Jésuites - en préparation du concile Vatican I. Le 23 septembre 1848 Victor De Buck est ordonné prêtre à Liège.
Après son ordination sacerdotale, De Buck rejoint le groupe des Bollandistes, à Bruxelles (en 1850), dont il sera un membre très actif. Il n’écrit pas moins de 165 articles hagiographiques (en latin), ce qui constitue la majorité des articles des volumes 8 à 13 du mois d’Octobre des Acta Sanctorum. 
Il publie brochures, monographies et articles sur divers sujets, tels que les dévotions populaires, l'histoire de l'Église locale, le droit canon. A la demande d’amis influents, religieux et laïcs, il écrit également sur des sujets d’actualité de la politique belge, particulièrement sur les relations entre Église et État.

## Controverses

### les reliques des martyrs romains
À son corps défendant, De Buck est entraîné dans une controverse à propos des reliques des martyrs romains. En 1855, une de ses recherches, dans le cadre du bollandisme, met sérieusement en doute la véracité d’une opinion courante, à savoir que les os des catacombes romaines pouvaient être considérés comme des reliques authentiques de martyrs en raison de la présence de fioles contenant un sédiment rouge que l’on pensait être du sang. De Buck doutait que cela soit du sang. À la suite de sa recherche, la pratique de distribution de ces os comme reliques fut arrêtée en 1860. 
Cela dérangeait le monde ecclésiastique romain. Aussi, bien que le travail de De Buck fut strictement scientifique et destiné seulement aux autorités ecclésiastiques, il fut sévèrement et publiquement critiqué par un prélat italien pour sa façon de présenter les arguments. L’œuvre de De Buck risquait d’être mise à l’index. Par l’influence du prélat, l’affaire en arriva au pape Pie IX qui demanda des explications au Supérieur général des Jésuites, le T.R.P. Beckx. Ce dernier, qui connaissait personnellement De Buck et appréciait sa probité personnelle comme scientifique, le protégea contre toute censure.

### Catholique libéral?
En Belgique, des critiques anticléricales s’en prenaient fréquemment aux congrégations religieuses, en particulier à leur vœu de pauvreté – considéré comme contraire aux libertés personnelles – et à ses conséquences juridiques (renonciation aux biens). A la demande d’amis, De Buck écrivit pour le Congrès de Malines (1863) un essai défendant le vœu de religion comme étant à compter  parmi les libertés personnelles garanties par la Constitution belge de 1831, tout en exhortant les catholiques à rechercher l'égalité devant la loi, plutôt que des privilèges spéciaux. Plusieurs membres du Parlement belge utilisèrent ce document comme une preuve de patriotisme des catholiques et leur fidélité à la Constitution. 
Comme la plupart des vues défendues par De Buck rejoignait la position défendue par les catholiques libéraux, cette étiquette lui fut souvent apposée… Son amitié avec les catholiques libéraux comme Montalembert et Mgr Dupanloup, et son habitude de s'exprimer courageusement et sans ambages firent parfois douter de son orthodoxie dans les milieux ecclésiastiques officiels. Le nonce en Belgique, Mgr Ledochowski, le dénonça à Rome, mais De Buck se défendit avec succès en 1864.

### Précurseur œcuménique
Entre 1853 et 1869, plusieurs articles d'orientation œcuménique sur l'orthodoxie russe et l'anglicanisme apparurent anonymement dans divers journaux et magazines. Ils étaient l’œuvre de De Buck, soutenu par des amis convertis au catholicisme et l’évêque d'Orléans, Mgr Dupanloup. Sa théologie tenait beaucoup de celle de Bossuet, mais, parce que son œcuménisme donnait une place prépondérante aux facteurs psychologiques et culturels plutôt qu’aux divergences doctrinales, on l’accusa d’être excessivement optimiste. 
Au concile Vatican I (1870), le R.P. De Buck était théologien du T.R.P. Beckx. De Rome, il entra en correspondance avec plusieurs dirigeants anglicans, tels que l’évêque Alexander Penrose Forbes et le théologien Edward Bouverie Pusey. 
Durant près d’un quart de siècle, le R.P. De Buck fut la personnification de l’érudition bollandienne, encourageant ses collègues par sa grande intelligence et son imagination fertile. Presque complètement aveugle à la fin de sa vie, son caractère comme son talent le firent souvent comparer à son grand prédécesseur Daniel van Papenbroeck. Le R.P. De Buck meurt à Bruxelles le 23 mai 1876.

## Écrits
- Acta Sanctorum, (mois d’Octobre), vol. 7-13, Bruxelles, 1845 à 1883.
- De phialis rubricatis quibus martyrum romanorum sepulchra dignosci dicuntur... , Bruxelles, 1855.
- Essai de conciliation sur le dogme de la procession du Saint-Esprit, dans Études de Théologie, de Philosophie et d'Histoire, vol.2 (1857), pp.307-354.
- De solemnitate votorum praecipue paupertatis religiosae..., Bruxelles, 1862.
- Solution aimable sur la question des couvents, Bruxelles, 1863.
- Les saints martyrs japonais de la Compagnie de Jésus: Paul Miki, Jean Soan de Gotto et Jacques Kisai, 1863. (réimpression par ‘Kissinger Legacy reprints’ en 2010)
- Le docteur Pusey et son nouveau programme d'union avec l'Église catholique, dans Études Religieusesìì, vol.9 (1866), pp.132-144, 259-286, 378-411.
- De exemptione regularium conservanda et confirmanda commentarius, Bruxelles, 1869.
- Le Gesù de Rome: Notice descriptive et historique, Bruxelles, J. Vandereydt, 1871.